# Made (Film)
Made ist eine 2001 erschienene, US-amerikanische Kriminalkomödie von Jon Favreau, welcher auch das Drehbuch schrieb und gemeinsam mit Vince Vaughn die Hauptrolle übernahm. In weiteren Rollen sind Peter Falk, Famke Janssen, Faizon Love und Sean Combs zu sehen. Für Combs war es die erste Filmrolle.

## Handlung
Der in Los Angeles lebende Bobby hat Verbindungen zum örtlichen Mafiaboss Max, arbeitet aber als ehrlicher Maurer für Max’ Bauprojekte. Nebenbei nimmt er erfolglos an Amateurboxkämpfen teil. Um seine Stripper-Freundin Jessica und ihre Tochter Chloe zu unterstützen, beschließt Bobby für Max einen Mafia-Job zu erledigen. Wider besseren Wissens nimmt er seinen nichtsnutzigen Freund Ricky mit.
Bobby und Ricky fliegen nach New York, um als Vertreter von Max einen Geldwäsche-Deal mit seinem Partner an der Ostküste, Ruiz, abzuschließen. Sie treffen ihren Fahrer Jimmy und Horrace, der sowohl mit Max als auch mit Ruiz in Verbindung steht. Ricky und Bobby streiten sich während ihrer Reise, da Ricky die von Max gezahlten Spesen großzügig ausgibt, während Bobby vorsichtig bleiben und sich an die Anweisungen von Max halten will. Ruiz hat nach ihrem ersten Treffen eine schlechte Meinung von den beiden, schickt sie aber dennoch los, um seinem kriminellen Kontaktmann, dem Waliser, eine schöne Zeit zu bereiten. Auf dem Weg dorthin scheitern die beiden mehrmals, aber schließlich gelingt es ihnen einen Deal zwischen Ruiz und den Westie-Kontakten des Walisers zu arrangieren.
Ricky wird misstrauisch gegenüber Ruiz und besteht darauf, dass sie eine Waffe zu ihrem Treffen mit den Westies mitbringen. Bobby weigert sich hartnäckig und untersagt Ricky den Kauf einer Waffe. Am Tag des Treffens ist Ricky verschwunden, aber Jimmy besteht darauf, dass Bobby das Treffen fortsetzt. Als Bobby beginnt, Jimmy gegenüber misstrauisch zu werden, trifft er sich mit dem Waliser und dessen Westie-Kontaktpersonen; auch Horrace beim Treffen anwesend. Die Westies hintergehen Bobby und den Waliser, aber Ricky kommt überraschend mit einem Revolver durch einen Seiteneingang herein. Ein Westie erkennt Rickys Waffe als Schreckschusspistole und es kommt zu einem Faustkampf zwischen den beiden Gruppen. Jimmy erscheint mit einer echten Pistole und schickt die Jungs weg, während er sich um die Westies kümmert.
Zurück in Los Angeles bricht Bobby alle geschäftlichen Beziehungen zu Max ab. Als er nach Hause kommt, entdeckt er Jessica koksend im Bett mit einem Kunden. Bobby versucht, Jessica davon zu überzeugen Chloe zuliebe reinen Tisch zu machen, aber Jessica weigert sich. Stattdessen bittet sie Bobby das Sorgerecht für Chloe zu übernehmen und zu verschwinden.
In einem Epilog im Chuck E. Cheese's wird klar, dass Bobby und Ricky Chloe nun gemeinsam großziehen, obwohl die beiden Freunde immer noch ständig miteinander streiten.

## Produktion & Veröffentlichung
Die Dreharbeiten fanden von April bis Mai 2000 u. a. in Los Angeles und New York City statt. In den USA startete der Film am 31. August 2001 in den Kinos. In Deutschland wurde er am 13. Juni 2002 direkt auf DVD veröffentlicht. Der Film spielte bei einem Budget von circa 5.000.000 $ weltweit 5.480.653 $ ein.

## Rezeption
Made erhielt überwiegend gemischte bis positive Kritiken. Bei Rotten Tomatoes erhält der Film 71 % positive Bewertungen, wobei er im Vergleich zum inoffiziellen Vorgänger Swingers zwar als leicht schwächer angesehen wird, aber dennoch für einige Lacher sorgt.